# La familia Benvenuto
La familia Benvenuto fue una telecomedia argentina protagonizada por Guillermo Francella, que se emitió los domingos de 13:00 a 14:30 en vivo por Telefe, desde 1991 a 1995. La idea y producción general eran de Héctor Maselli.
El formato del programa era similar al de otra famosa serie anterior, Los Campanelli; así como ambas familias compartían adrede algunas características, entre las cuales estaban que Los Benvenuto eran de ascendencia italiana y todos los domingos se juntaban a almorzar pastas.

## Reparto
- Guillermo Francella
- Andrés Vicente
- Orlando Marconi
- Horacio Erman
- Catalina Speroni
- Silvana Di Lorenzo
- Judith Gabbani
- Karina Buzeki
- Daniel Miglioranza
- Chela Cardalda
- Gogó Andreu
- René Bertrand
- Alfonso Pícaro
- Cacho Bustamante
- Fabián Gianola
- Guillermo Brizuela Méndez
- Jessica Schultz
- Leiza Brossi
- Liliana Pécora
- Carlos Serafino
- Jorgelina Aranda
- Martín Coria

## Premios
- 1994: Argentores (Asociación Argentina de Autores) Premio a la Mejor comedia televisiva
- 1994: Martín Fierro a Mejor actor de reparto: Fabián Gianola[1]
- 1994: Martín Fierro a Mejor actor protagonista de comedia -Nominado-: Guillermo Francella

## Invitados especiales
A lo largo de los cinco ciclos, el programa contó con muchos invitados especiales, estos fueron: Ignacio Copani (Quien fue el compositor de la canción de presentación de la serie), Graciela Alfano, Quique Wolff, Silvia Suller, Rodrigo Bueno, Marixa Balli, Pandora Peaks, el dúo Pimpinela, Leonardo Greco entre otros.

## Participaciones, curiosidades, menciones y homenajes
En 1992, en varias emisiones de Ritmo de la noche, conducido por Marcelo Tinelli el elenco es invitado para jugar partidos de fútbol sala, contra el elenco de Videomatch, el trío humorístico Midachi y contra Brigada Cola.
Tras la finalización del ciclo, la serie es repetida por Telefe los domingos a las 14:00 durante los meses de marzo y agosto de 1996, después siendo reemplazada por Tribuna caliente.
En el año 2000, en conmemoración por los 2000 programas de Videomatch, se realizaron homenajes a muchos programas exitosos, entre ellos a La familia Benvenuto, con la participación de Guillermo Francella, Fabián Gianola y todo el elenco original.
En 2002 parte del elenco e Ignacio Copani realizan una esporádica participación en el programa Poné a Francella, en el sketch de "Cuidado Hospital".
En 2005 en la exitosa comedia Casados con hijos, Moni Argento (Personaje interpretado por Florencia Peña) sobre el final del episodio "Tesoro mío" remata diciendo "Como dice papucho, Al final, lo primero es la familia" y a continuación suena de fondo el soundtrack, dicha mención es para recordar a la serie y a la muletilla de Francella.
En 2007 en la serie animada Alejo y Valentina transmitida por MTV, es invitado Ignacio Copani, por lo cual es utilizado el soundtrack y se hacen menciones a la serie.
Entre 2015 y 2017 las marcas de productos comestibles TMLUC y "Emigrante" realizan comerciales con la temática de los almuerzos familiares de los domingos, por ende es utilizada la canción La Familia.
Una de las curiosidades es que el personaje Guille Benvenuto también fue simpatizante de Racing Club, como en la vida real lo es su intérprete (Guillermo Francella), del mismo modo otros personajes como Guillermo Francachella de Brigada Cola (serie contemporánea a La familia Benvenuto), Roberto Parodi el hincha en Poné a Francella y Pepe Argento en Casados con hijos.